# Blackoustic
Blackoustic es el primer álbum acústico de los artistas de Finlandia, Kotipelto & Liimatainen. El álbum salió a la venta el 19 de octubre de 2012 y en su primera semana alcanzó el puesto número 13 en Finlandia y se mantuvo ahí por 3 semanas. Fue grabado en la casa que Kotipelto posee en Lappajärvi y mezclado y masterizado por el guitarrista de Stratovarius, Matias Kupiainen. Es un disco acústico de covers de bandas.
Tras el lanzamiento del álbum el dúo comenzó una gira a partir del 23 de noviembre de 2012.

## Lista de canciones
1. Sleep Well (Cover Kotipelto) - 3:35
2. Out in the Fields (cover Gary Moore) - 3:58
3. Black Diamond (Cover Stratovarius) - 4:05
4. My Selene (cover Sonata Arctica) - 4:54
5. Behind Blue Eyes (cover The Who) - 3:31
6. Hunting High And Low (cover Stratovarius) - 4:43
7. Where My Rainbow Ends - 3:30
8. Speed Of Light (cover Stratovarius) - 4:04
9. Perfect Strangers (cover Deep Purple) - 4:28
10. Coming Home (cover Stratovarius) - 4:02
11. Serenity (cover Kotipelto) - 5:14
12. Rainbow Eyes (cover Rainbow) - 6:00
13. Karjalan Kunnailla - 2:37
14. Beauty Has Come (cover Kotipelto) [Japanese Bonus Track] - 4:33

## Miembros
- Timo Kotipelto - Voz
- Jani Liimatainen - Guitarra acústica
- Matias Kupiainen - mezclas